# 南华寺 (韶关)
南華寺又稱南华禅寺，曾名“寶林寺”、“中興寺”、“法泉寺”等，坐落在中华人民共和国广东省韶关市曲江区马坝镇南4公里处的曹溪畔，俗稱曹溪寺，距離韶關市南約22公里。南华寺是中國佛教名寺，「广东六大名寺」之一，也是中国最著名的寺院之一，是禪宗六祖惠能宏揚“南宗禪法”的發源地，故稱「六祖祖庭」， 俗稱曹溪祖庭。
建於南北朝梁武帝天監三年（502年），梁武帝賜名“寶林寺”，宋開寶元年（968年），宋太祖賜名“南華禪寺”，沿襲至今。1983年，南華寺是最早一批被中華人民共和國國務院定為「國家重點寺院」的寺廟之一。2001年6月25日，南華寺作為明、清時期古建築，被國務院批准列入第五批全國重點文物保護單位名單。建築面積一萬二千多平方米，由曹溪門、放生池、寶林門、天王殿、大雄寶殿、藏經閣、靈照塔、六祖殿等建築群組成。建築除靈照塔、六祖殿外，都是1934年後释虛雲募化重修的。

## 历史

### 南北朝
南朝梁武帝天監元年（502年），梵僧智藥三藏率徒來中國五臺山禮拜文殊菩薩，路過曹溪口時，掬水飲之，覺此水甘美異常，於是溯源至曹溪。四顧山川奇秀，流水潺潺，於是謂徒曰：此山可建梵刹，吾去後170年，將有無上法寶於此弘化。後韶州牧侯敬中將此事奏於朝廷，上可其請，並敕額“寶林寺”。南朝梁武帝天監三年（505年），寶林寺建成。

### 隋唐
隋朝末年，寺遭兵火，遂至荒廢。唐太宗貞觀十二年（638年）六祖惠能大師誕生。
唐高宗儀鳳二年（677年），惠能大師駐錫曹溪，得地主陳亞仙施地，寶林寺得以中興。
唐中宗神龍元年（705年），詔六祖赴京，六祖謝辭，中宗派人賜物，並將“寶林寺”改名為“中興寺”。
景龍二年（708年），敕額“法泉寺”，並重加崇飾。
唐玄宗先天二年（713年），六祖涅槃於新州國恩寺，享年七十六歲。後其徒法海廣集六祖語錄，撰成《六祖壇經》。

### 宋元
宋初，南漢殘兵為患，寺毀於火災。宋太祖開寶元年（968年），太祖令修復全寺，賜名“南華禪寺”。
元末，南華禪寺三遭兵火，頹敗不堪，眾僧日散，祖庭衰落。

### 明清時期
明萬曆二十八年（1600年），憨山德清禪師大力中興，僧風日盛。然至明末，南華寺又複荒廢。清康熙七年（1688年），駐守廣東的平南王尚可喜將全寺重新修飾，使此名刹煥然一新。

### 民國時期
1934年，虛雲和尚重修南華禪寺。
1936年至1943年，近代名僧虛雲和尚駐錫南華寺，籌積款項，相地度勢，重建殿堂。總計新建殿堂房宇庵塔約243楹，新塑大小佛像690尊。當時六祖真身像的木龕被白蟻損壞，虛雲請出祖師肉身，重新裝修。另照阿育王塔形式，重新製作祖師坐龕。龕外塑南嶽、青原、法海、神會四像侍側。當時的南華寺盛極一時，面積從曹溪門到最後的卓錫泉，南北深151丈，由東邊寺牆至禪堂西壁，廣39.5丈，建築面積達1.2萬平方尺。主要建築有：中路的曹溪門、放生池、五香亭、寶環門、天王殿、大雄寶殿、法堂、靈照塔、六祖殿、方丈室。左側依次是虛懷樓、報恩堂、鐘樓、伽藍樓、客堂、待賢樓、香積廚、齋堂、回向堂、回光堂、延壽堂、念佛堂、東賢殿。右側依次為雲海樓、西歸堂、鼓樓、祖師殿、雲水堂、韋馱殿、維那寮、班首寮、如意寮、禪堂、觀音堂、西賢殿。寺東有無盡庵、海會塔，寺後有飛錫橋、伏虎亭、卓錫泉。虛雲法師帶領僧人嚴守戒律，遵循百丈清規“一粥一飯，持午因時，一步一趨，悉守儀範。”

### 中華人民共和國時期
1962年，南華寺被列為廣東省文物保護單位。
文化大革命期间（1966-1976年），南华寺破坏严重，在一书中记载描述《佛源老和尚法彙》中寫道：「一天，六祖真身被紅衛兵用手推車推到韶關遊行，說是壞蛋、是假的、騙人的，要燒掉。結果被人用鐵棒在背胸上打了碗口大的一個洞，將五臟六腹抓出來，丟在大佛殿。肋骨、脊梁骨丟滿一地，說是豬骨頭、狗骨頭，是假的。並在六祖頭上蓋個鐵缽，面上寫：『壞蛋』二字，放在大佛殿。原不准我們看，但我們仍偷偷跑去看了，心裡難過得流淚，偷偷把六祖靈骨收拾起來，但沒有地方可藏。一者怕人知道；二者怕自己不知道哪天被打死。六祖的靈骨不能這麼樣被丟掉啊！於是用一瓦盒上下蓋好，埋於九龍井後山的一棵大樹下，作好標記。並送信給香港聖一法師，要他來時用照相機把這個地方拍下來，以待太平時取出。丹田祖師的靈骨也同遭殘害，我也分別收斂。」而寫下這段文字的佛源法師是虛雲老和尚的弟子。1958年“反右运动”期间，他曾被打成「右派」入獄，1961年回到南華寺，但受到管制。因為迫害，他患上了一系列疾病，數十年只能吃流質食物。因他堅決拒絕還俗，遭到了不少毒打。
1981年10月19日至21日，南華寺六祖殿重建一新，舉行了六祖真身像安座典禮，香港、澳門、廣州等地宗教界知名人士意昭、聖一、心明、性智、寬純等和當地僧俗群眾三百多人參加了這一慶典。
1981年，惠能真身於1981年農曆十月開座於修建煥然一新的六祖殿中，以供參拜。
1982年，人民政府落實宗教政策，恢復了叢林方丈制度，惟因法師受請為南華禪寺方丈。
1999年，現任傳正大和尚應兩序大眾邀請複返南華，接任住持。
2000年，南華禪寺曹溪佛學院正式開學。
2002年，南華寺舉行建寺1500周年的盛大慶典。
2009年，由南華禪寺方丈傳正大和尚前往印度、尼泊爾藍毗尼Lumbinī中華寺迎請釋迦牟尼舍利、阿羅漢舍利、佛殊勝七寶珍品。
2014年，萬佛寶塔是「大南華」建設的一項重點工程，欲迎請釋迦牟尼舍利所建造，於2014年8月27日奠基開工。傳正大和尚稱，萬佛寶塔預計將在三至四年內建成，共十三層，高一百零八米，採用傳統青磚、貝灰加上糯米漿、蛋清等材料修建。此外，還將環繞主塔，在四周修建一百零七座高約二十米的小塔，形成佛家吉祥數字「一百零八」。塔內將供奉釋迦牟尼舍利及一萬尊緬甸玉佛，代表「一佛出世，萬佛護持」之意。
2015年，南華寺舉行萬佛寶塔佛祖舍利安座儀式，將釋迦牟尼舍利安奉於萬佛寶塔地宮。

## 建築特色

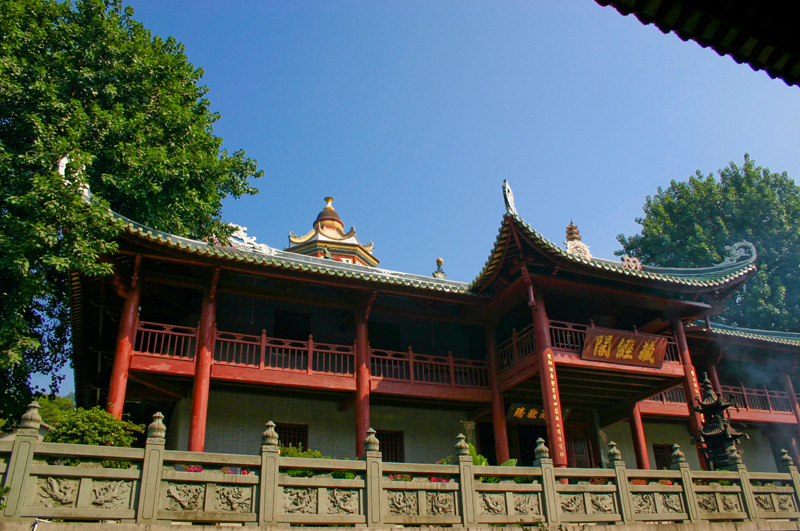
韶關南華寺

南華寺廟宇依山而建，殿堂在同一中軸線上，結構嚴密，主次分明。進入第一道山門曹溪門（又稱頭山門）後，就是放生池。
池為橢圓形，上建一座八角形、圓柱挑角、攢尖頂式五香亭。寶林門是南華寺第二道山門，明嘉靖十三年（1534年）建，
清代及1912年重修，門聯是“東粵第一寶刹，南宗不二法門”，橫批是“寶林道場”。鐘、鼓二樓相對，元大德五年（1301年）建。
明清兩代及1933年均曾重修。樓分三層，歇山頂，簷角挑起，格子門窗，鐘樓頂層懸有宋代鑄造萬斤銅鐘。
天王殿建于明成化十年（1474年），清代重建，原為羅漢樓，後改為天王殿，殿正中央供奉彌勒佛像，後面塑韋馱像，兩邊塑四大天王像。
全寺建築的風格，呈中軸線兩邊對稱佈局。從正門進入，依次是曹溪門、放生池、寶林門、天王殿、大雄寶殿。
南華寺所見格局，重修於1934年，由時任廣東西北區綏靖公署主任李漢魂資助，著名高僧虛雲和尚主持，歷時十年，表建成殿堂房舍243楹，新塑聖象690尊。

## 寺內文物

### 六祖真身

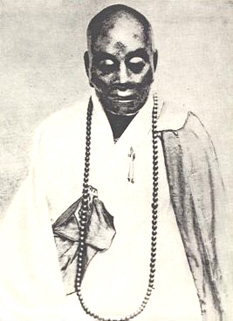
六祖真身像

六祖真身像是南華寺最珍貴的文物，六祖真身像供奉在六祖殿內，坐像通高80釐米，據廣東省考古學家徐恒彬、韶關市博物館和南華寺僧人考證和研究，六祖造像是以六祖惠能的肉身為基礎夾紵法塑造而成。

### 五百羅漢群像
寺內木雕五百羅漢造像是中國現存唯一的宋代木雕五百羅漢群像。明朝曾經重新飾金，清光緒年間，曾補雕過133尊被火燒毀的羅漢。1936年，虛雲法師主持修廟時，將大部分木雕羅漢藏在大雄寶殿裏三尊高達15米大佛的腹中，直到1963年才被發現。現存360尊，其中有133尊為清代補刻。有154尊羅漢像上刻有銘文。從銘文中可以看出，這五百羅漢像雕于北宋仁宗慶曆三年至八年（1043年－1048年），由“會首弟子”楊仁禧組織募化和雕造這批羅漢像，捐造者有商人、手工業者、僧人和平民等，匠師有張續、蔡文贄、廖永昌、王保、郝璋等。每尊造像都用整塊木坯雕成，通高49.5至58釐米，直徑23.5至28釐米，木料主要是柏木，少量為楠木、樟木或檀香木。每尊像由底座和坐像兩部分組成。這些羅漢造具有相當高的藝術研究價值，是十分珍貴的歷史文物。 

### 千佛袈裟
千佛袈裟是罕見的唐代傳世刺繡，絹底呈杏黃色，上面繡有一千個佛像，是唐中宗賜給六祖惠能法師的。

### 武則天聖旨
唐代女皇帝武則天，于萬歲通年元年（696年），御賜南華禪寺六祖惠能大師聖旨一道，長140釐米，寬42釐米，紙質，楷書首尾及邊用綾裝裱。

### 其他文物
南華寺還有北齊昭帝皇建元年（560年）的銅佛造像、唐代花緞襪、六祖墜腰石、唐代鐵質觀音殿、天人像、釋迦牟尼像、明代四大天王木雕、清代五百羅漢瓷瓶、明代金書《華嚴經》殘卷等文物，都具有一定的歷史價值。

## 歷史文化

### 禪宗建立
六祖惠能在這裏創立了禪宗，是佛教禪宗的祖庭。禪宗是中國的獨創，是典型的中國化佛教。印度佛教只有禪學，沒有禪宗。相傳達摩從印度來到北魏，提出一種新的修行方法。達摩把他的這一禪法傳給慧可，慧可又傳給僧璨，然後傳道信、傳弘忍。弘忍之後分成南北二系；神秀在北方傳法，建立北宗；惠能在南方傳法，建立南宗。北宗神秀不久漸趨衰落，而惠能的南宗經弟子神會等人的提倡，加上朝廷的支持，取得了禪宗的正統地位，因而成為中國佛教的主流，惠能也因而為成為禪宗實際上的創始人。由於從達摩到惠能經過六代，故傳統舊說將達摩視為“初祖”，而把惠能稱為“六祖”。

### 禪宗發展
禪宗創立之後，影響不斷擴大，自身也不斷發展，形成了曹洞、雲門、法眼、臨濟、溈仰五大宗派（世稱“五家”），它們不但取代了國內其人宗派的地位，而且還傳播到國外。西元九世紀，傳入朝鮮；西元十二、三世紀，又傳入日本，並成為這些國家佛教的主流。此後，禪宗又自東亞傳至東南亞乃至歐美等國。每年都有大批國外的佛教徒前來南華寺朝拜祖庭。

## 寺院地位
南華寺最早一批被國務院定為國家重點寺院。
南華寺作為明、清時期古建築，被國務院批准列入第五批全國重點文物保護單位名單。
南華寺是中國佛教名寺之一，是禪宗六祖惠能宏揚“南宗禪法”的發源地，被譽為嶺南禪林之冠和嶺南第一山。

## 外部連結
- 南華寺官方网站

## 相关图片

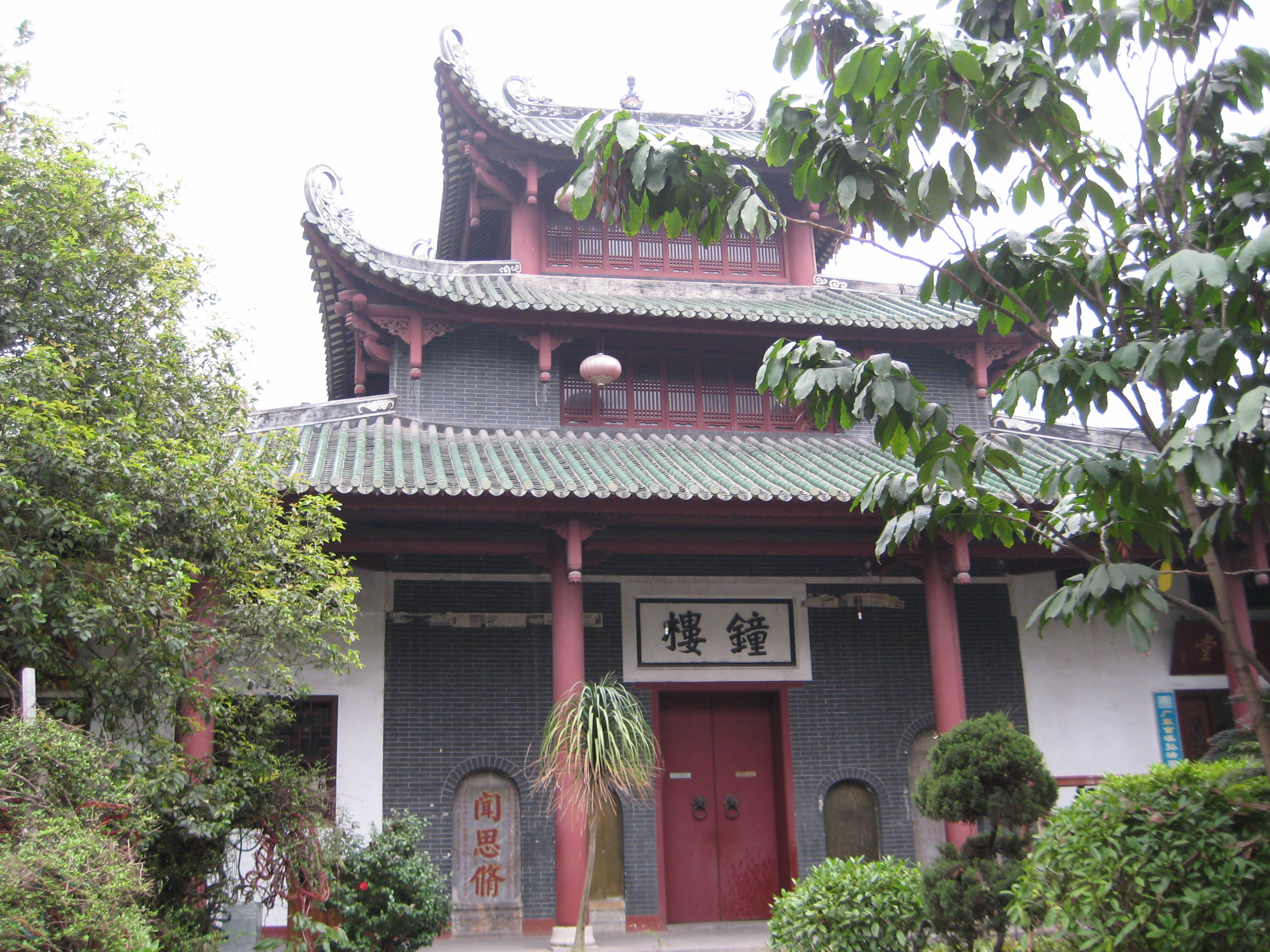
钟楼
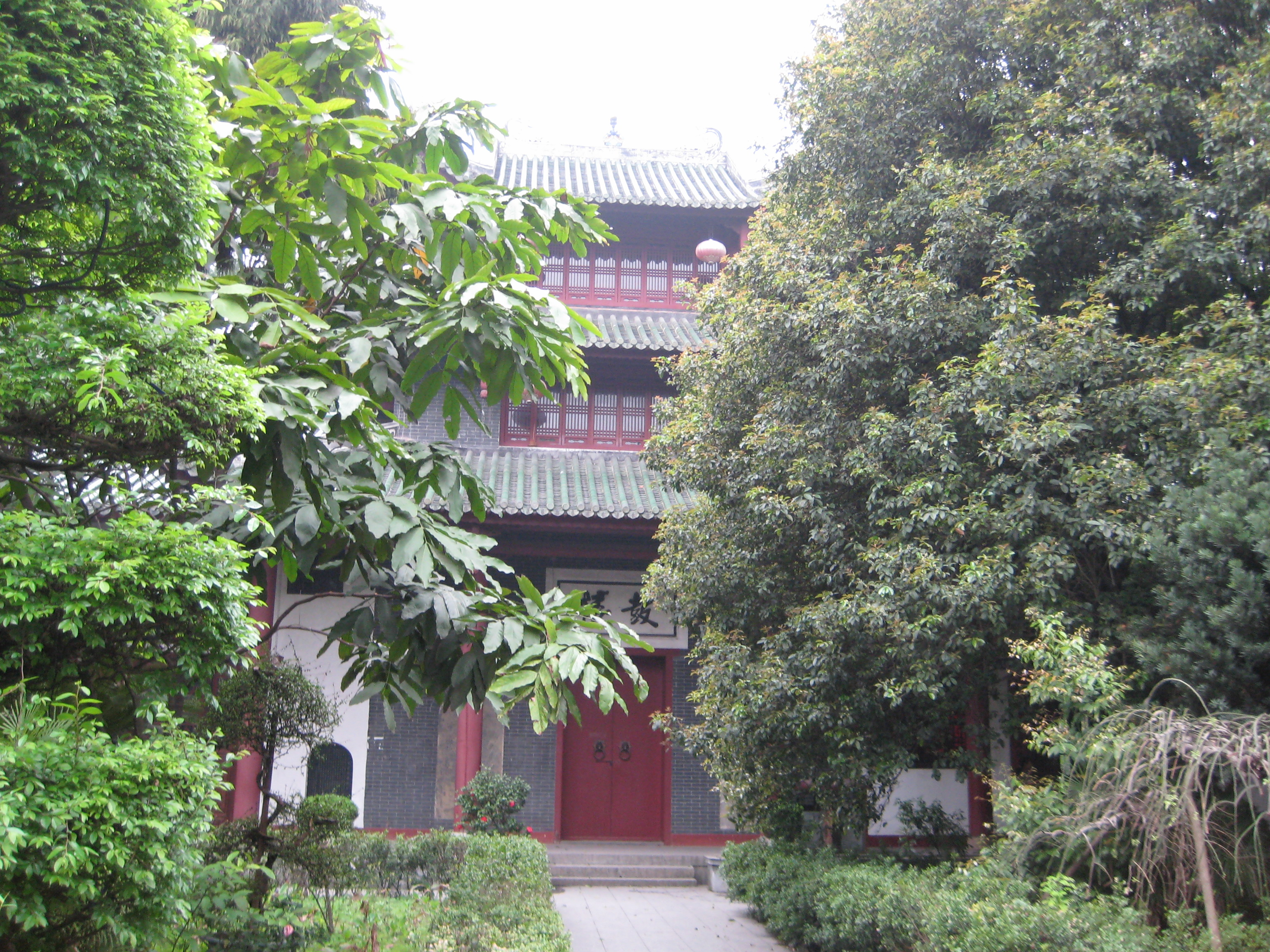
鼓楼
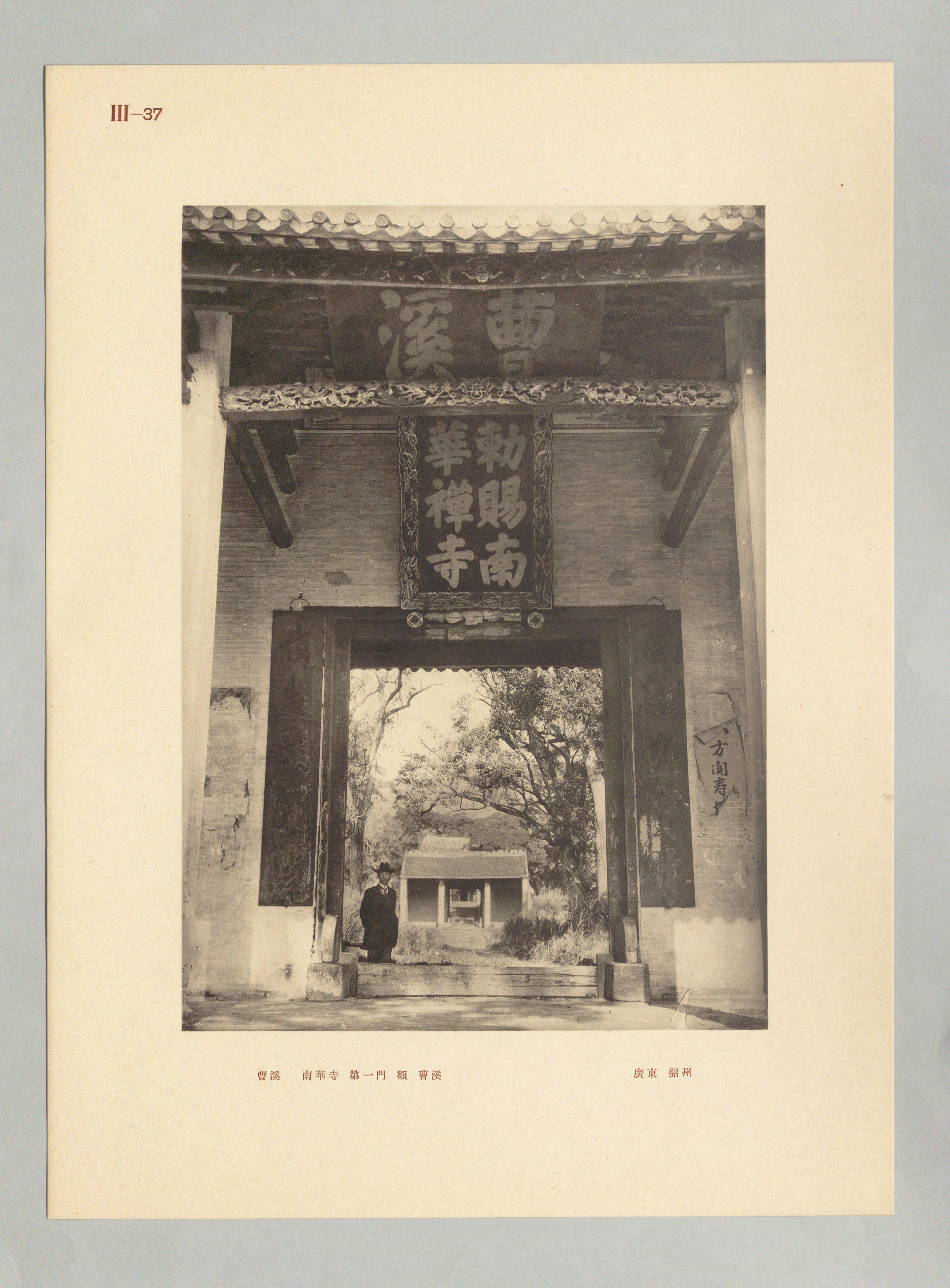
第一門額曹溪，關野貞攝。
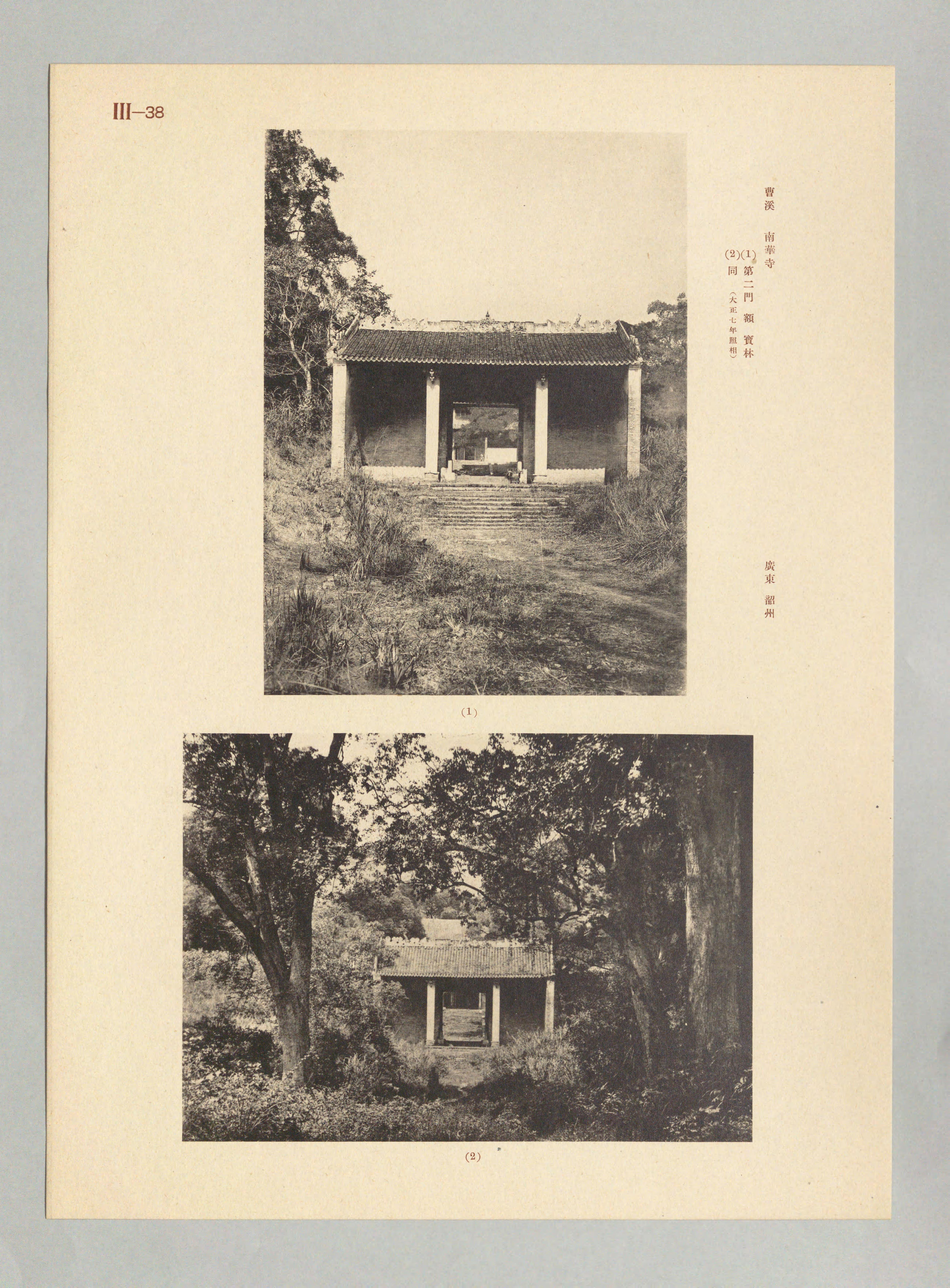
第二門額（寶林）
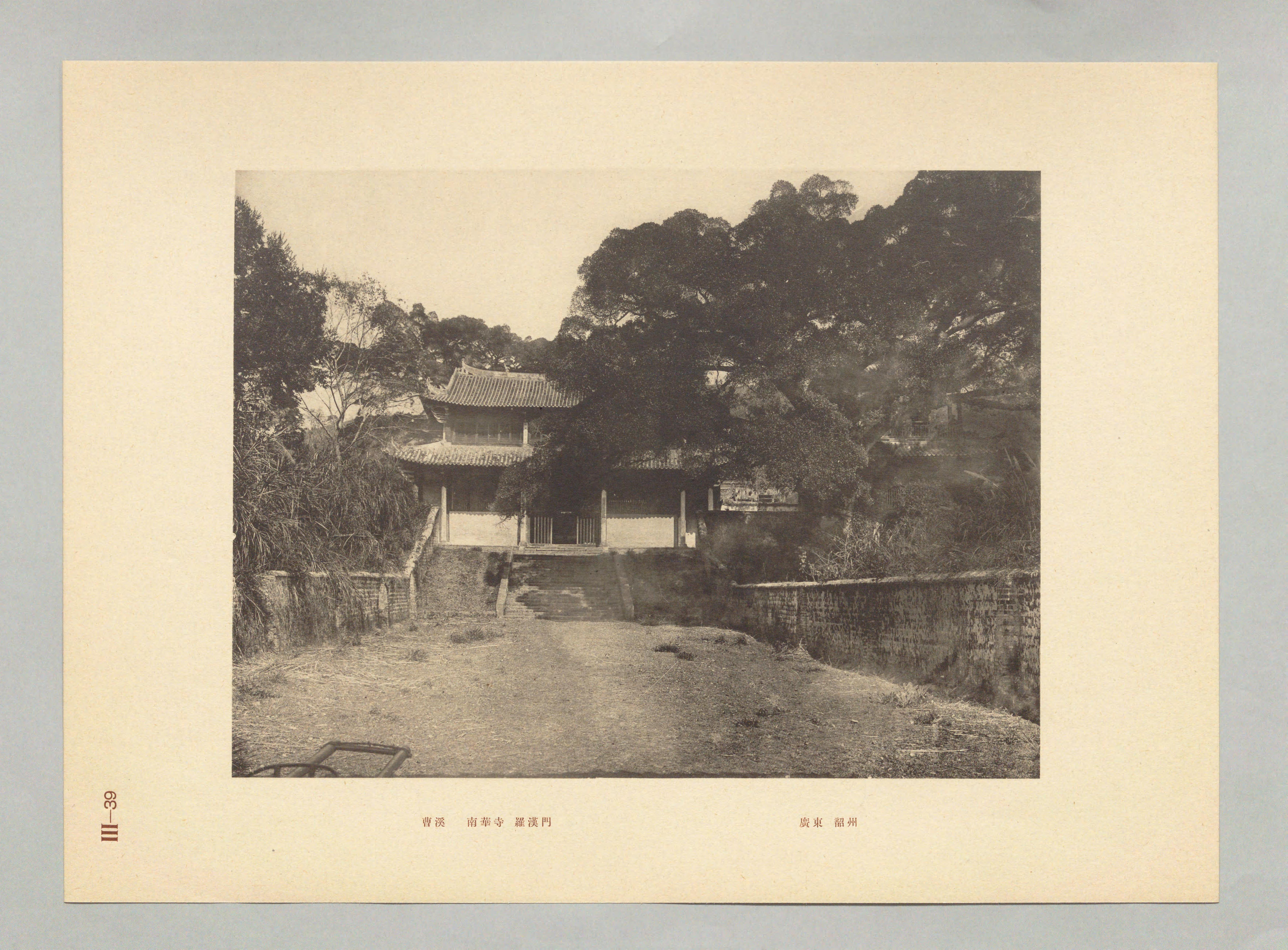
曹溪羅漢門